# Кухарка (фільм)
«Кухарка» (рос. «Стряпуха») — російський радянський художній фільм 1965 року, «лірична кінокомедія» режисера Едмонда Кеосаяна, поставлений за однойменною п'єсою Анатолія Софронова. Прем'єра фільму відбулася в червні 1966 року.

## Сюжет
Комбайнер Степан Казанець, що закохався в молоду вдову Павлину Хутірну, невдало хотів зізнатися у своєму коханні, але натомість отримав від неї ополоником. Ця історія стала відома на весь район Кубані. Козачка покинула рідну станицю Канівську і влаштувалася на польовому стані комбайнерів кухаркою. Доля привела на цей самий стан і Казанця, який не може жити без коханої.

## У ролях
- Світлана Світлична -  Павлина Хуторна
- Іван Савкін -  Степан Казанець
- Людмила Хитяєва -  Галина Сахно
- Георгій Юматов -  Серафим Чайка
- Костянтин Сорокін -  дід Слива
- Володимир Висоцький -  Андрій Бджілка
- Інна Чурікова -  Варвара
- Валерій Носик -  Гриша, чоловік Варвари
- Григорій Михайлов -  Трохим Григорович
- Валентина Березуцька -  Марія
- Людмила Марченко -  Таїсія
- Людмила Карауш -  Наталя
- Ніна Нікітіна -  Дар'я Архипівна, мати Галини
- Зоя Федорова -  глава шахраїв на ринку
- Павло Шпрингфельд -  Жак, шахрай на ринку
- Сергій Філіппов -  шахрай на ринку
- Едуард Абалян -  шахрай на ринку
- Володимир Колокольцев -  товариш по службі Гриші
- Володимир Сошальський -  продавець овочів на колгоспному ринку  (немає в титрах)
- Віра Бурлакова -  селянка  (немає в титрах)
- Володимир Дорофєєв - епізод (немає в титрах)
- Аркадій Іванов - епізод (немає в титрах)

## Творча група
- Сценарист: Анатолій Софронов
- Режисер: Едмонд Кеосаян
- Оператор: Федір Добронравов
- Композитор: Борис Мокроусов